# Bulhac, Rîșcani
Bulhac este un sat din componența comunei Șumna din raionul Rîșcani, Republica Moldova.

## Demografie

### Structura etnică
Structura etnică a satului conform recensământului populației din 2004:
| Grup etnic         | Populație | % Procentaj |
| ------------------ | --------- | ----------- |
| Ucraineni          | 198       | 76,74%      |
| Moldoveni / Români | 50        | 19,38%      |
| Ruși               | 10        | 3,88%       |
| Total              | 258       | 100%        |